# Espíritus animales (libro)
Espíritus animales: Cómo influye la psicología humana en la economía, y por qué es importante para el Capitalismo Global (2009) es un libro escrito para promover la comprensión del papel jugado por las emociones en la influencia económica de la toma de decisiones. Según los autores, los economistas han tendido a enfatizar la importancia de los factores emocionales, pero los efectos de las emociones son difíciles de modelar y cuantificar. El libro afirma que una variedad de extrañas preguntas pueden ser respondidas una vez que se permite que el efecto emocional de las pulsiones, o "espíritus animales", figuren entre los factores económicos.

## Sinopsis
El Prefacio recuerda el uso de Keynes de la frase "espíritus animales", que utilizó para describir las fuerzas psicológicas que explican en parte por qué la economía no se comporta de la manera prevista por la economía clásica, un sistema de pensamiento que espera que los actores económicos se comporten como seres racionales no emotivos. Los autores afirman que la Revolución Keynesiana fue castrada a medida que los keynesianos relegaban progresivamente la importancia de los espíritus animales para acomodarse a los puntos de vista de los economistas que preferían el sistema clásico o neoclásico más simple.
El prefacio continúa describiendo cómo las ideas de Keynes sugieren que la economía funcionará mejor con un nivel moderadamente alto de intervención gubernamental, que comparan con un hogar feliz donde los niños prosperan con padres que no son demasiado autoritarios (como pasa en una economía marxista) ni demasiado permisivos (como pasa en una economía neoliberal).
Los autores afirman que las investigaciones recientes apoyan el concepto de espíritus animales mucho más sólidamente de lo que Keynes pudo hacerlo, y expresan la esperanza de que los economistas puedan convencerse de esto, reduciendo así las disputas internas que impiden que su disciplina brinde el apoyo claro que los políticos necesitan para la acción agresiva requerida para arreglar las crisis económicas de 2008-2009.

## Primera parte
Los cinco espíritus animales clave se tratan aquí, cada uno asignado a su propio capítulo.
Capítulo 1, los autores discuten sobre la confianza, que según ellos es el espíritu animal más importante que se debe conocer si se quiere entender la economía.
El Capítulo 2 trata sobre el deseo de equidad, un impulso emocional que puede hacer que las personas tomen decisiones que no están a favor de su mejor interés económico.
En el Capítulo 3 se analiza la corrupción y la mala fe, y cómo la toma de conciencia sobre estas prácticas puede contribuir a una recesión, además del daño directo que las prácticas causan por sí mismas.
El Capítulo 4 presenta evidencia de que, en contraste con la teoría monetarista, muchas personas están al menos parcialmente bajo la ilusión monetaria. Esto es la tendencia de las personas a ignorar los efectos de la inflación. Los trabajadores, por ejemplo, renunciarán a un aumento salarial incluso cuando los precios suban, si saben que su empresa enfrenta condiciones difíciles, pero están mucho menos dispuestos a aceptar un recorte salarial cuando los precios están cayendo.
El Capítulo 5 trata sobre la importancia de los tópicos para determinar el comportamiento. Tal como el tópico repetido de que los precios de la vivienda siempre aumentarán, lo que provocó que muchas personas adicionales invirtieran en viviendas después de la crisis de las punto com del 2000.

## Segunda parte
Aquí los autores discuten ocho preguntas importantes sobre la economía, que afirman que solo pueden ser respondidas satisfactoriamente por una teoría que tenga en cuenta los espíritus animales. Cada pregunta tiene su propio capítulo.
El Capítulo 6 trata sobre por qué ocurren las recesiones. Los autores afirman que el ciclo económico puede explicarse por una mayor confianza en el repunte que eventualmente lleva a los inversores a tomar decisiones apresuradas y finalmente fomentar la corrupción, hasta que finalmente aparece el pánico y la confianza se evapora, desencadenando una recesión. Hay una discusión acerca de los circuitos de retroalimentación entre los espíritus animales y los retornos reales disponibles, que ayudan a explicar la intensidad de ambos y las fases ascendente y descendente del ciclo.
El Capítulo 7 discute por qué los espíritus animales hacen que los bancos centrales sean una necesidad, y existe un guion posterior sobre cómo pueden intervenir para ayudar en las crisis actuales.
El Capítulo 8 aborda las razones del desempleo, que, según los autores, se debe en parte a los espíritus animales, como las preocupaciones por la equidad y la ilusión monetaria.
El Capítulo 9 trata sobre por qué hay una compensación entre el desempleo y la inflación. Los autores muestran cómo los efectos de los espíritus animales refutan la teoría monetarista de que existe una tasa de empleo natural que no es deseable exceder.
El Capítulo 10 trata sobre por qué las personas no consideran racionalmente el futuro en sus decisiones sobre el ahorro.
El Capítulo 11 presenta una explicación de por qué los precios de los activos y los flujos de inversión son tan volátiles.
El Capítulo 12 discute por qué los mercados inmobiliarios pasan por ciclos, con períodos de aumento de precios, a menudo rápidos, intercalados por caídas.
El Capítulo 13 sugiere que los espíritus animales pueden usarse para explicar la persistencia de la pobreza entre las minorías étnicas, describiendo cómo las minorías de la clase trabajadora tienen diferentes historias sobre cómo funciona el mundo y su lugar en él, en comparación con los blancos de la clase trabajadora. Los autores argumentan que los efectos de los espíritus animales son un buen argumento para la acción afirmativa.
El Capítulo 14 es una conclusión donde los autores afirman que la evidencia acumulativa que han presentado en los capítulos precedentes abrumadora muestra que la visión neoclásica de la economía, que permite poco o ningún papel para los espíritus animales, no es fiable. Afirman que una respuesta efectiva a las crisis económicas actuales debe tener en cuenta los efectos de los espíritus animales.

## Recepción de la crítica
Al revisar el libro en el Financial Times, Clive Crook escribió: "es un buen libro en el momento justo ... Animal Spirits toma su ambición a la ligera, pero de todos modos es ambicioso. Los economistas lo verán como una especie de manifiesto". Andrew Rosenblum, del New York Observer, dijo que "Animal Spirits es más convincente cuando los autores convocan todos los patrones clave de comportamiento para explicar fenómenos vastos y complejos como la Gran Depresión ... Animal Spirits ... está dirigido directamente al lector general. y con razón: la macroeconomía es ahora un asunto de todos: los bancos juegan con nuestro dinero ".
Una excepción a los numerosos comentarios entusiastas el libro recibió fue una larga crítica publicada en La Nueva República por el Juez Richard Posner. Los autores respondieron a las críticas en un artículo publicado un par de semanas más tarde, en el mismo periódico. Y, en el mismo día y en el mismo periódico, Posner respondió a los autores de la respuesta.
Espíritus animales fue nominado en el 2009 por el Financial Times y Goldman Sachs como Libro de Negocios del Año.

## Leer también
- The Subprime Solution: How Today's Global Financial Crisis Happened, and What to Do about It by Robert J. Shiller (ISBN 978-0691139296)